# Žluťucha
Žluťucha (Thalictrum) je rod vytrvalých rostlin z čeledě pryskyřníkovitých kde je zařazena do podčeledě Thalictroideae.

## Výskyt
Vyskytuje se v severním mírném podnebném pásu, na Nové Guineji a v horách tropické Ameriky i jižní Afriky. Jsou to rostliny na půdu nenáročné, většinou jen žádají více vlhkosti avšak propustnou půdu. Jsou mrazuvzdorné.
V České republice roste prokazatelně 6 druhů, z toho žluťucha jednoduchá ve dvou poddruzích:
- Žluťucha lesklá (Thalictrum lucidum) L.
- Žluťucha menší (Thalictrum minus) L.
- Žluťucha orlíčkolistá (Thalictrum aquilegiifolium) L.
- Žluťucha smrdutá (Thalictrum foetidum) L.
- Žluťucha žlutá (Thalictrum flavum) L.
- Žluťucha jednoduchá (Thalictrum simplex) L.
  - Žluťucha jednoduchá pravá (Thalictrum simplex L. subsp. simplex)
  - Žluťucha jednoduchá svízelová (Thalictrum simplex L. subsp. galioides) (DC.) Korsh.[1]

## Popis
Je to rod vytrvalých bylin s dřevnatým nebo trsnatými oddenky nebo s hlízovitými kořeny. Většinou vzpřímené, přímé lodyhy dorůstající výšky až 200 cm se málo větví, mají střídavě vyrůstající, většinou řapíkovité listy hodně variabilní, Bývají 2 až 4krát zpeřené, jejich segmenty jsou klínovité, vějířovité, vejčité nebo okrouhlé a bývají lalokovité nebo zubaté, směrem vzhůru se zmenšují, svrchní strana bývá obvykle tmavší. Někdy bývají lodyhy i bezlisté, pak vyrůstají z přízemní listové růžice.
Drobné květy, většinou na vztyčených stopkách, bývají seřazeny do hroznu nebo laty, vyrůstají na konci lodyhy nebo z úžlabí listu. Převážně voňavé květy mají někdy jen brzy opadávající nenápadný kalich tvořený 4 nebo 5 lístky, korunu mnohé nemají žádnou. Nejvýraznější části květu je 8 až mnoho dlouhých tyčinek s protáhlými a mnohdy barevnými nitkami a podélnými prašníky barvy žluté, hnědé, červené, lila nebo fialové. Pestíků s jednodílným semeníkem s jedním vajíčkem, bez čnělky a s přisedlou bliznou je v květu od 2 do 20. V květech se obvykle tvoří jen minimum nektaru. Na jedné rostlině mohou být květy jen oboupohlavné nebo oboupohlavné a samičí, nebo jedna rostlina má květy jen samčí a jiná jen samičí. Květy rostlin jednodomých jsou opylovány hmyzem, dvoudomých převážně větrem.
Plodem bývají nažky, jsou jednodílné, bočně stlačené, žebrovaté. Rostliny se rozšiřují po blízkém okolí pomoci svých plazivých oddenků a do větších vzdálenosti nažkami které nejen rozfoukává vítr, ale mohou být odnášeny i vodou.
Některé druhy rodu žluťucha obsahují alkaloidy, látky potenciálně ohrožující zdraví, např. berberin a isochinolin.

## Taxonomie, ohrožení
Taxonomické roztřídění rodu žluťucha není ujednoceno, jednotliví autoři udávají různý počet druhů, od 190 až po 300.
Podle "Černého a červeného seznamu cévnatých rostlin České republiky" je žluťucha jednoduchá kriticky ohrožený druh, žluťuchy smrdutá a žlutá silně ohrožené druhy a žluťuchy lesklá a menší ohrožené druhy. Dále se žluťucha Bauhinova (Thalictrum bauhinii) řadí mezi nejasné případy, v současnosti se v ČR nevyskytuje a o dřívějším výskytu jsou pochyby.

## Různost květů

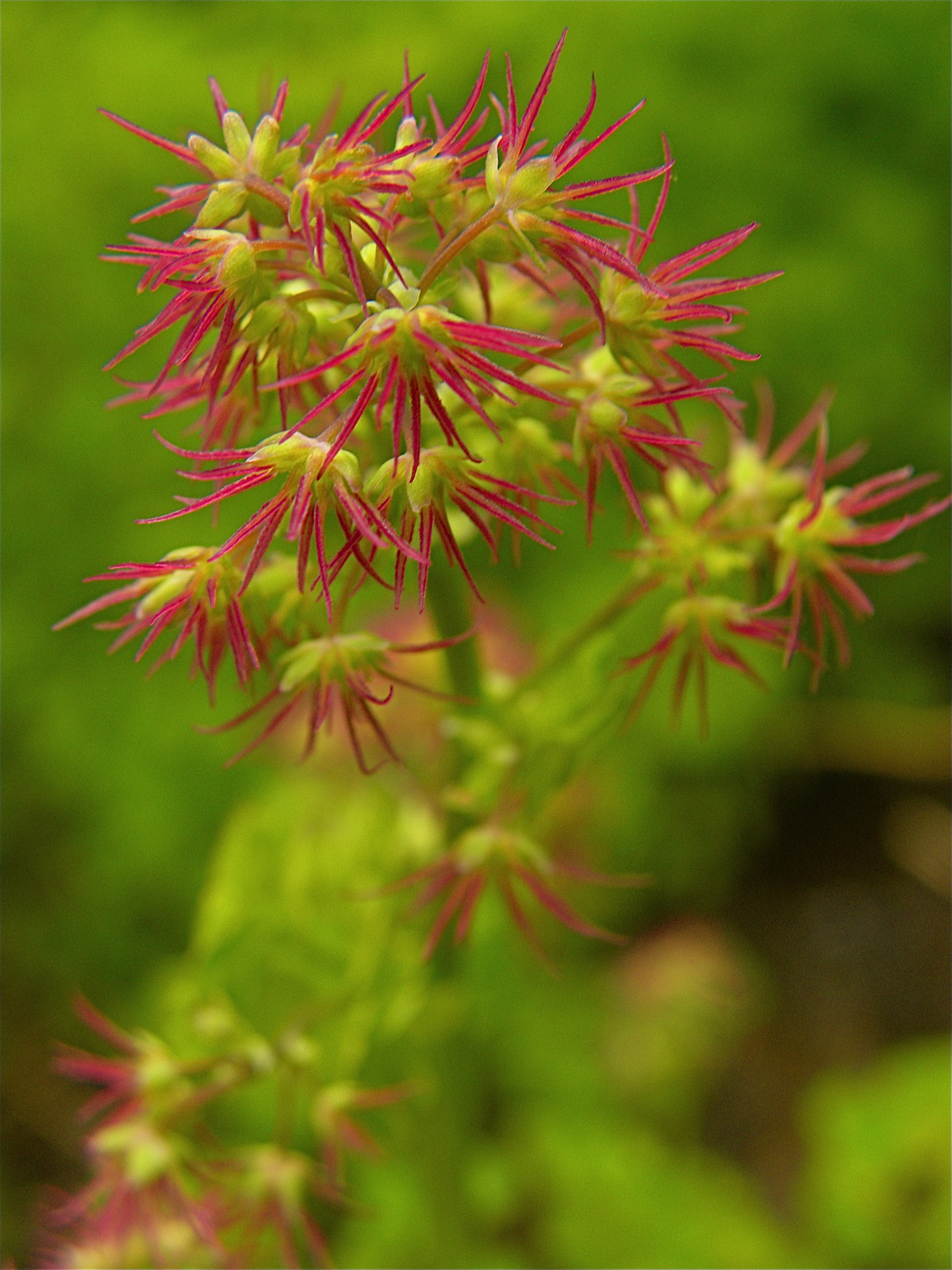
Thalictrum occidentale
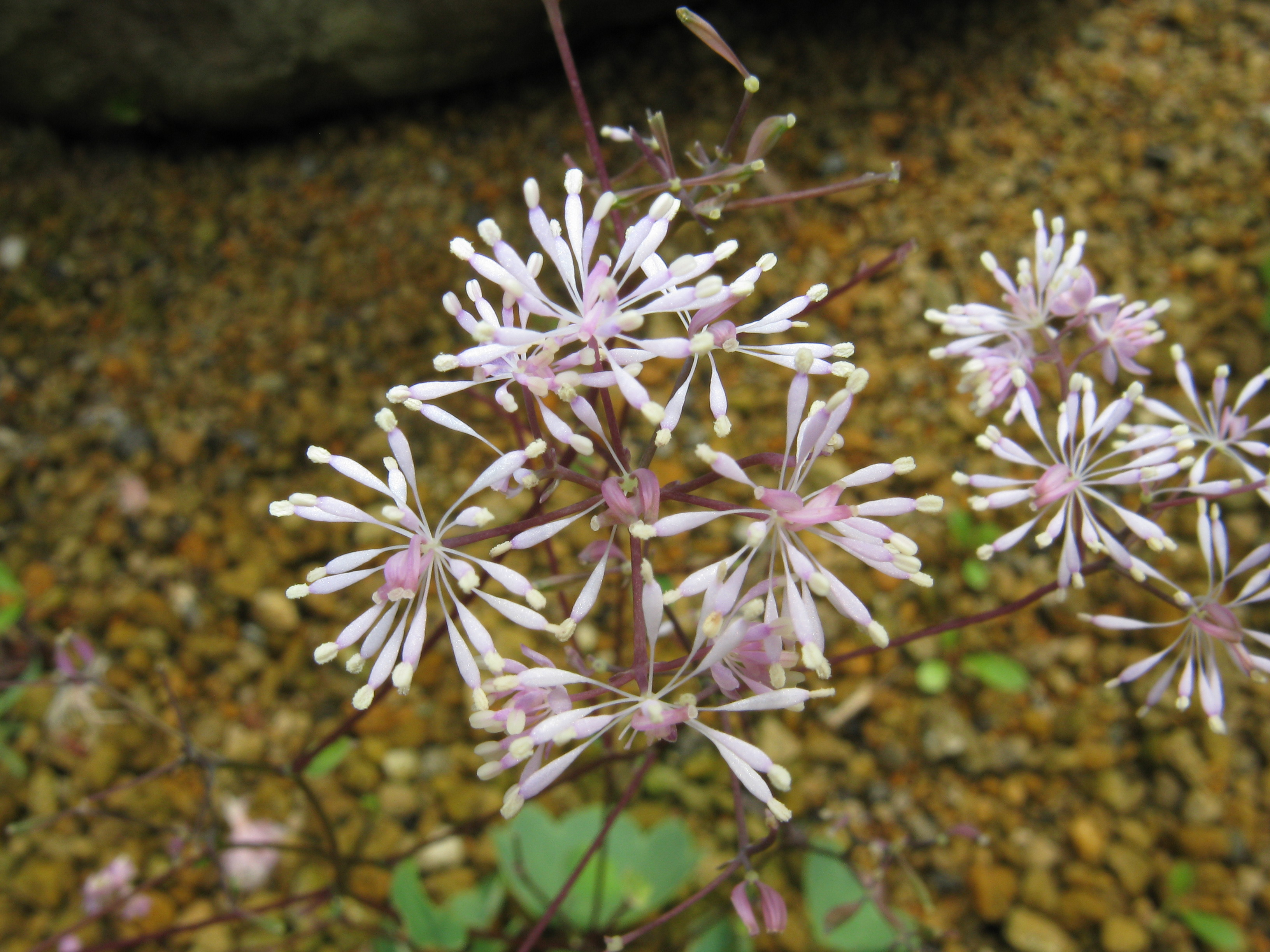
Thalictrum coreanum
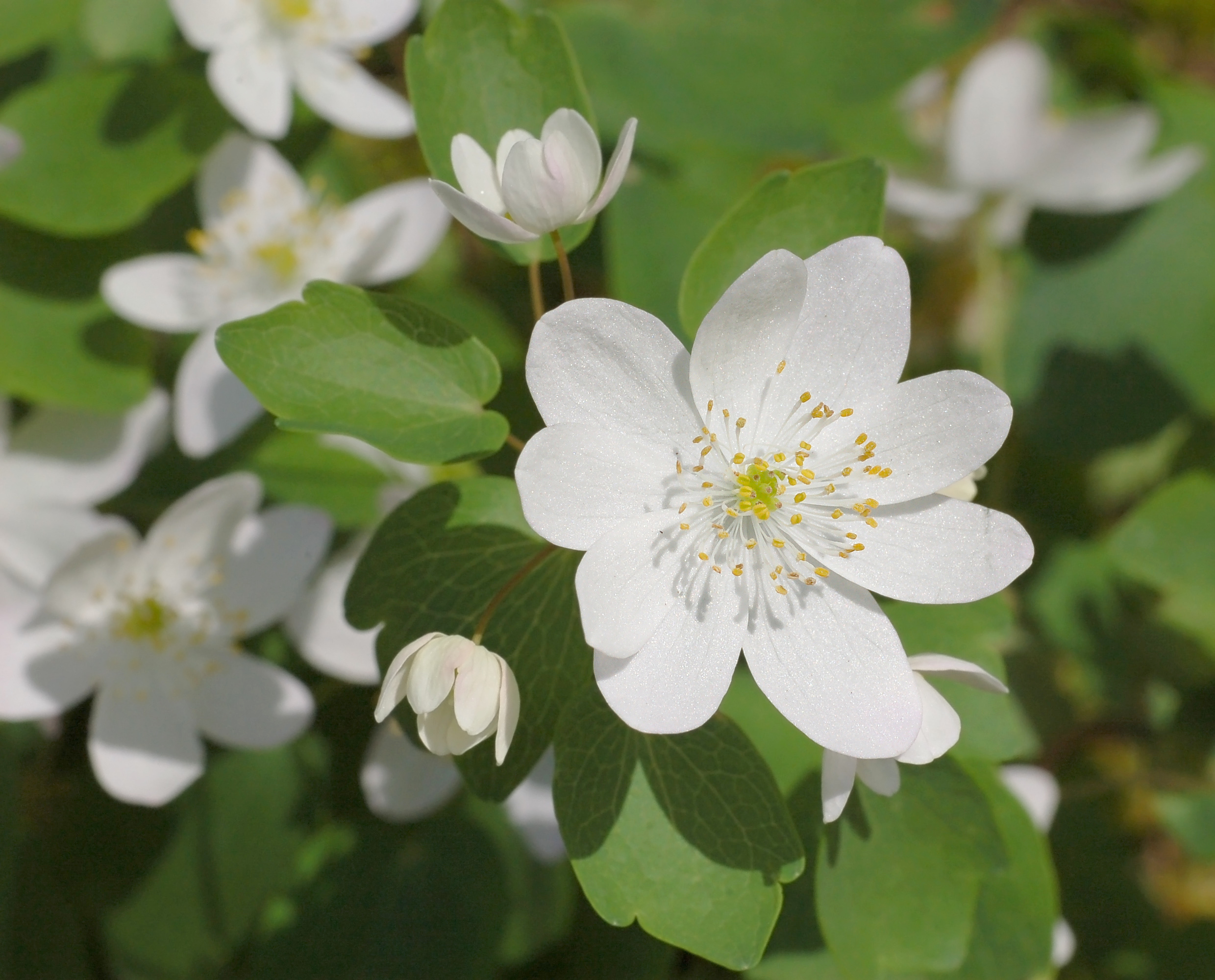
Thalictrum thalictroides
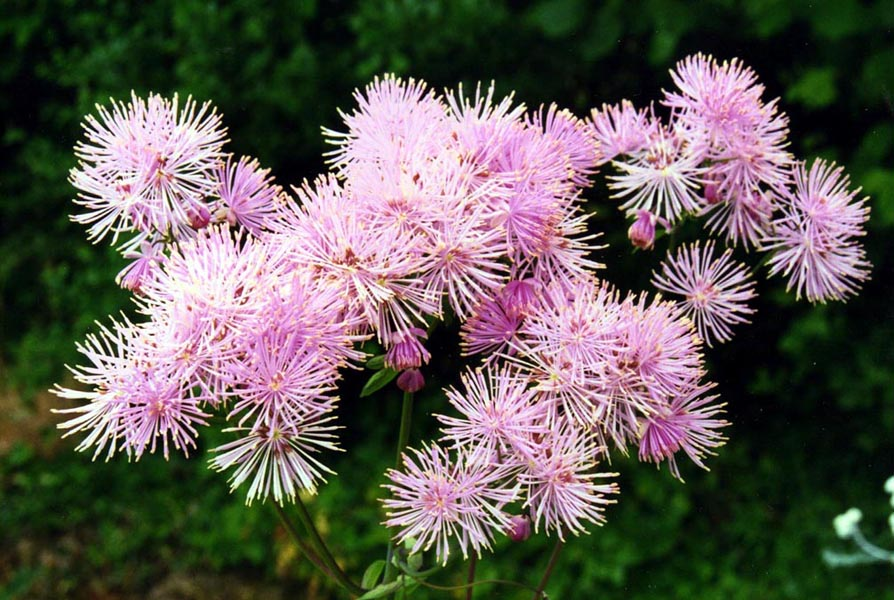
Thalictrum aquilegifolium